# Helechosa de los Montes
Helechosa de los Montes é um município da Espanha na comarca de La Siberia, província de Badajoz, comunidade autónoma da Estremadura, de área 377 km². Em 2021 tinha 612 habitantes (densidade: 1,6 hab./km²).

## Demografia
| Variação demográfica do município entre 1991 e 2004 [carece de fontes?] | Variação demográfica do município entre 1991 e 2004 [carece de fontes?] | Variação demográfica do município entre 1991 e 2004 [carece de fontes?] | Variação demográfica do município entre 1991 e 2004 [carece de fontes?] |
| ----------------------------------------------------------------------- | ----------------------------------------------------------------------- | ----------------------------------------------------------------------- | ----------------------------------------------------------------------- |
| 1991                                                                    | 1996                                                                    | 2001                                                                    | 2004                                                                    |
| 814                                                                     | 812                                                                     | 749                                                                     | 774                                                                     |